# Мончак
Монча́к, собственное имя — Пунцу́к (калм. Пунцуг; ум. 1669) — третий главный тайши Калмыцкого ханства (1661 — 1669), сын и преемник тайши Дайчина.

## Правление
Был соправителем своего отца. В 1657 году тайши Мончак со своим племянником Манжиком принёс присягу на верность русскому царю и в том же году совершил удачный поход на Азов. В 1661 году русское правительство разрешило калмыкам кочевать в степях Придонья, откуда они стали совершать походы против крымских татар. В 1661 году престарелый главный тайши Дайчин отказался от власти в пользу своего старшего сына Мончака.  
Мончак построил ряд укреплений по Волге и Дону и оказывал военную помощь России в борьбе с Крымским ханством и Османской империей. В 1663—1665 годах калмыцкие войска участвовали в боевых действиях русской армии на Украине против турок и поляков, другая часть воевала на Кубани. В 1664 году Мончак за военные заслуги получил от русского правительства символы государственной власти — серебряную булаву, украшенную яшмой и золотом, белое знамя с красной каймой и жалование.
Мончак взял в младшие жёны кабардинку — племянницу астраханского воеводы князя Черкасского. Это вызвало протест со стороны его первой жены, дочери джунгарского хунтайджи Эрдэни-Батура, которая вернулась к отцу, захватив с собой дочь и сына. Тайши Дайчин смог вернуть своего внука Аюку, впоследствии ставшего величайшим правителем Калмыцкого ханства.
Примерно во второй половине 1669 года происходит объединение двух групп чакарских тайшей: Кундулена-Убуши и Аблая. Первым объектом их нападения стал улус дербетского тайши Даян-Омбо, отказавшегося, видимо, от участия в коалиции. Далее удар объединенных сил чакарцев был нанесен непосредственно по торгутским улусам на Яике с огромным ущербом для последних. Смерть Мончака, по всей вероятности, произошла в результате именно этих событий, но при каких обстоятельствах — в русских и калмыцких источниках сведения не обнаружены.